# شواهد دیجیتالی

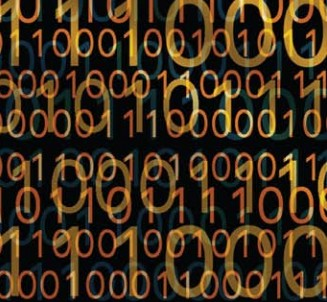
صفر و یک نشان دیجیتال است

شواهد دیجیتالی یا شواهد الکترونیکی هرگونه اطلاعات ذخیره شده یا منتقل شده به صورت دیجیتالی و الکترونیکی است که می‌تواند توسط شاکی یا یک حزب خاص به عنوان شاهد، سند و مدرکی دال بر اثبات جرم علیه فرد یا حزب دیگری در دادگاه استفاده شود. قاضی دادگاه پیش از پذیرش شواهد دیجیتالی به عنوان سند و مدرک اثبات جرم، صحت و درستی آن را تعیین می‌کند که مطمئن شود که سند اصل است.
استفاده از شواهد دیجیتالی در چند دهه گذشته به شدت افزایش یافته است؛ زیرا دادگاه‌ها اجازه می‌دهند که موارد زیر با دقت کنترل و به عنوان شواهد دیجیتالی استفاده شوند: رایانامه (پست الکترونیکی)، سابقه مرورگر اینترنت، محتویات حافظه رایانه شخصی، حافظه پشتیبان‌گیری رایانه، فیلم‌ها و عکس‌های دیجیتالی، اسناد واژه‌پرداز فرد، سابقه خدمات پیام‌کوتاه (اس.ام.اس.)، سابقه فایل‌هایی که با حساب شخصی ذخیره شده‌اند، سابقه استفاده از پایگاه داده، سامانه موقعیت‌یاب جهانی (جی.پی.اس.)، تراکنش‌های خودپرداز بانک‌ها، سیاهه‌های مربوط به معاملات شخصی، و غیره.